# Lobi (volk)

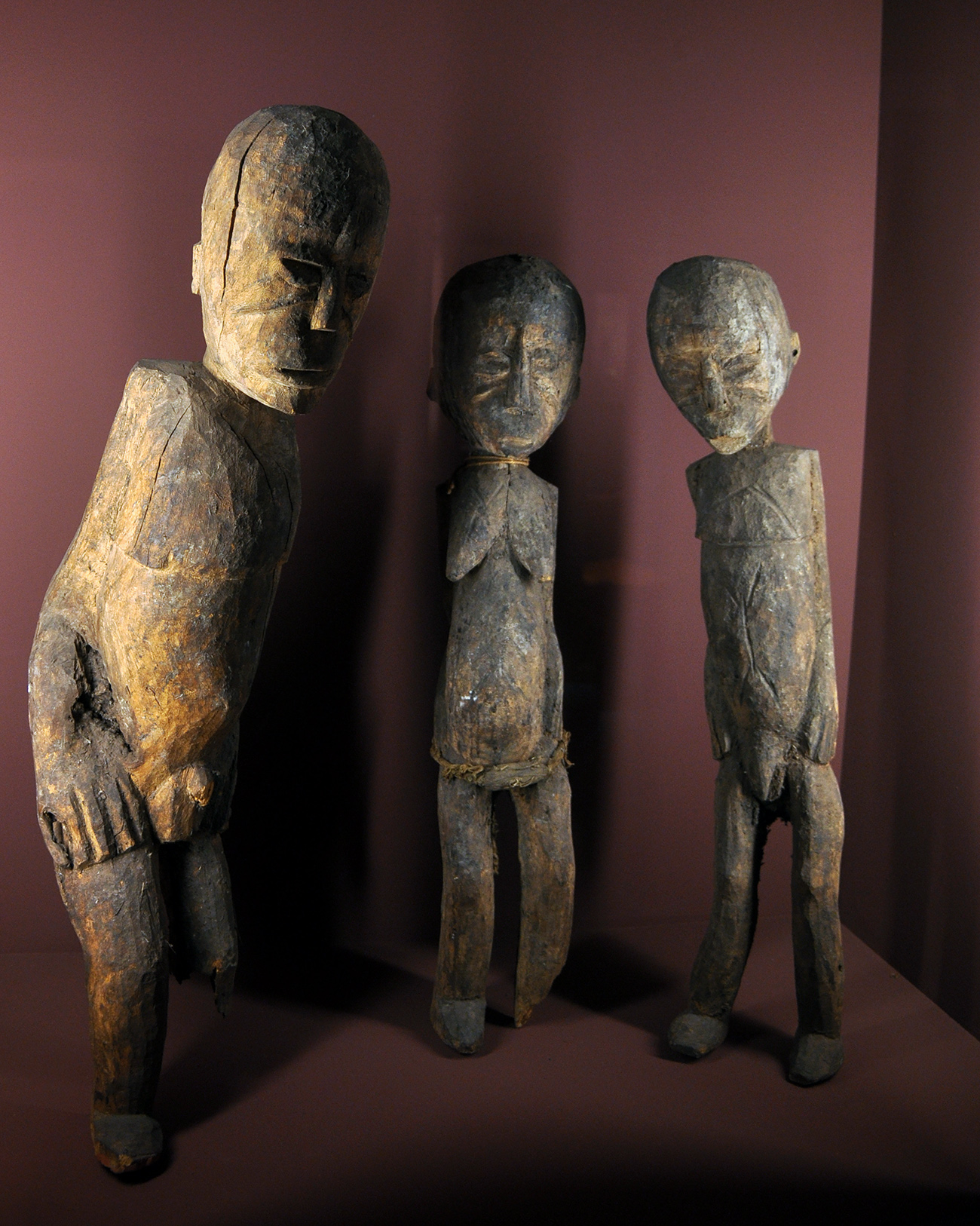
Een Lobi kunstwerk in het Afrikaans Museum in Lyon

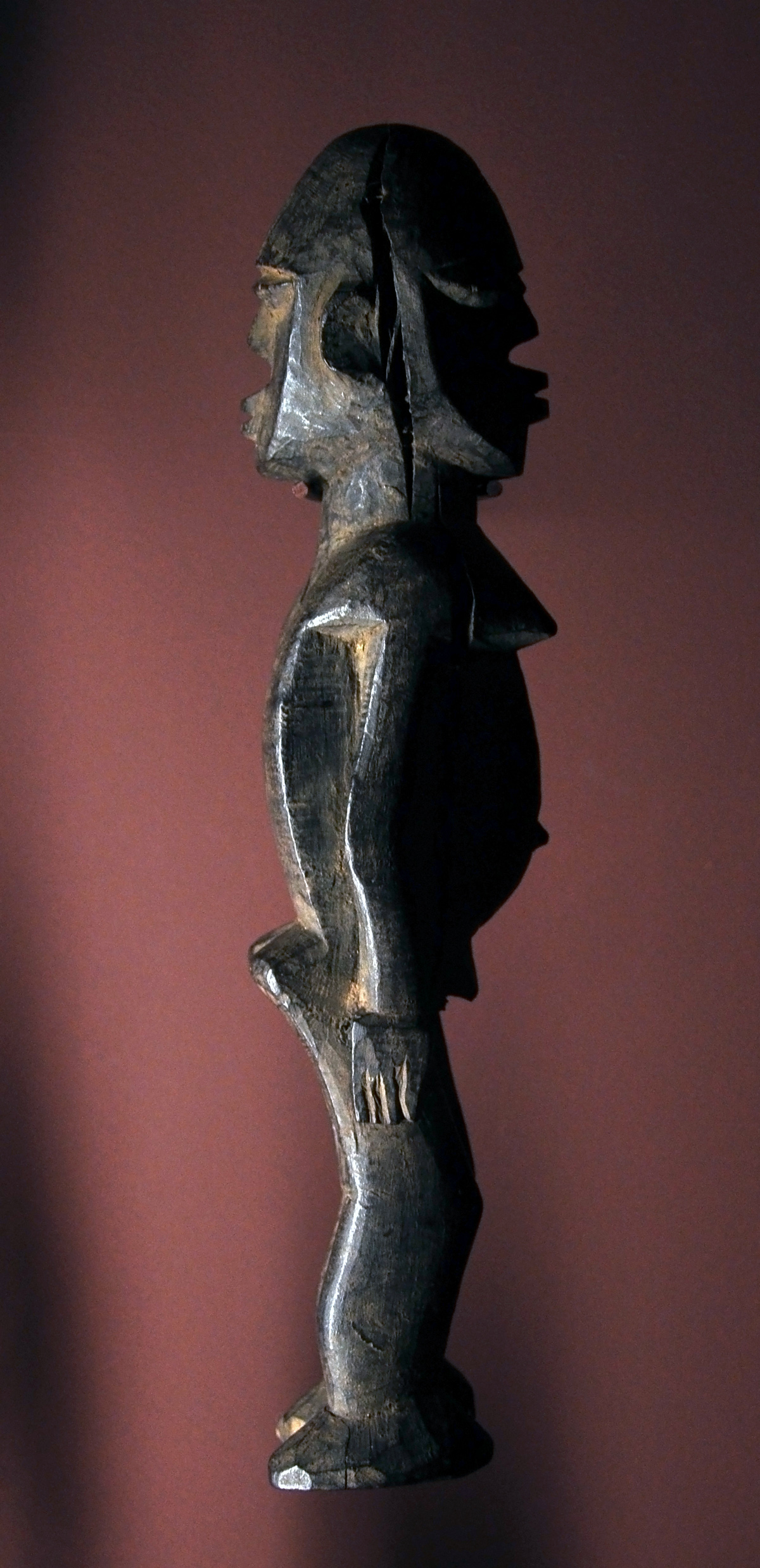
Een Lobi kunstwerk in het Afrikaans Museum in Lyon

De Lobi is een Afrikaanse etnische groep die zich ophoudt in Ghana. Rond 1770 emigreerden veel leden van de stam naar het zuidelijke deel van Burkina Faso en later naar Ivoorkust. Tegenwoordig bestaat de groep uit ongeveer 160.000 mensen. De moedertaal van de Lobi is het Lobiri.

## Achtergrond
Lobi is een losse term die verwijst naar verschillende nauw gerelateerde etnische groepen die ongeveer 7% van de Burkinese bevolking vormen. Dit is inclusief de belangrijkste Lobi-clans, de Birifor, Dagara, Dorossy, Dyan, Gan en Tenbo/Loron. Hoewel tradities enigszins kunnen verschillen tussen clans, delen ze een gemeenschappelijk gevoel van identiteit en kenmerken, zoals het leven in onderscheidende moddernederzettingen, het gebruik van vergiftigde pijlen om aanvallers af te schrikken, een verdeling van de initiatieriten en animistische overtuigingen die krachtdadig eerbied schenken aan de geestelijke wereld, gezinnen die vaak worden bestuurd door het vrouwelijke geslacht en hun vakmanschap van de houten beelden die vaak worden vereerd.
De naam Lobi komt voort uit twee Lobiriwoorden: lou, dat "bos" betekent, en bi, dat "kinderen" betekent. Letterlijk betekent Lobi "Kinderen van het bos". De eerste Lobi, die het waagde in Burkina Faso, plaatsten zich op de linkeroever van de rivier Mounhoun. De rivier verdeelt Burkina en Ghana. De Mounhoun is belangrijk in Lobi mythe en symboliseert een scheidingslijn tussen deze wereld en de volgende, vergelijkbaar met de rivier de Styx van de Romeinse mythologie. De Lobi staken de Mounhoun eeuwen geleden van oost naar west, vestigde zich in het land en bracht met hen diepe animistische overtuigingen en bijgeloof. Volgens de legende van de Lobi, moeten de geesten van de overledenen terug over de rivier naar hun eervolle voorouders terugkeren in de oude wereld. De oevers van de Mounhoun worden gebruikt in initiatieriten en de vissen en dieren in de rivier worden als heilig beschouwd.

## Lobi land
De Lobi bewonen delen van het zuiden van Burkina Faso. Volgens de directeur van het museum in Gaoua zijn de Lobi boeren, jagers en herders, maar bovenal Krijgers. De Lobi beschouwen Gaoua als hun hoofdstad. De Lobi waren slachtoffers van slavenhandel, rivaliserende clans en civiele geschillen. Ze behoren tot de felste en meest trotse inwoners van Burkina Faso en werden constant aangevallen door de Guiriko en Kénédougou rijken in de 19e eeuw. Bakary Ouattara, de broer van de oprichter van de Guiriko rijk leidde een offensief tegen de Lobi in 1815, en ondanks het in brand steken van verschillende dorpen werd hij uiteindelijk vermoord door een giftige pijl. Hij werd opgevolgd door Karakara die doorging met de invallen in de aanloop naar de verwoestende aanval in 1850. De Lobi werden zwaar getroffen en verloren een groot deel van hun land en hun volk, maar waren nooit helemaal verslagen.
In juni 1898 maakten de Fransen en de Britten een akkoord dat het Lobi land verder zou gaan onder Franse jurisdictie. Pogingen om te regeren over de volkeren waren moeilijk en de Lobi waren bekend om hun weerstand. Ze maakten gebruik vergiftigde pijlen in een poging om de Franse koloniale invasie te dwarsbomen. In 1914 tijdens het uitbreken van de Eerste Wereldoorlog begon de Franse koloniale bestuur, gevestigd in Gaoua, een meedogenloze repressie. In de repressie stond dat de lokale bevolking niet de eigenschappen van de blanke man in het gebied mochten kopiëren. Tijdens de twintigste eeuw een aantal Lobi gemigreerd naar Ivoorkust.

## Animisme
De Lobi zijn goed gedocumenteerd vanwege hun animistische geloof. De verering van voorouders en geestfetisjen is verschillend in de Lobi cultuur en fetisj huizen buiten hun modder nederzettingen zijn dagelijkse praktijken. Christelijke missionarissen die werkzaam zijn in het zuiden van Burkina Faso hebben naar verluidt gezegd dat een bejaarde man in een Lobi dorp ooit de geesten in het voordeel van het christendom verzaakte door afdanking van zijn fetisjen in een nabijgelegen vijver. Terwijl hij zijn rug draaide op de tradities, de fetisjen sprong uit het meer weer op zijn rug om hem terug te vorderen. Lobi mensen die zich tegenwoordig bekeren tot het christendom of de islam verbranden nu meestal hun fetisjen.
In Lobi animisme is Thagba de schepper van alle levende dingen. Ze hebben geen direct contact met Thagba, maar zijn afhankelijk van de natuurgeesten bekend als Thila. Dat zijn onzichtbare tussenpersonen die bovennatuurlijke krachten benutten voor hun weg naar goed of kwaad. Zij stellen regels die bepalen hoe een Lobi zich moeten gedragen in alle aspecten van het leven. Vergelijkbaar met de Griekse of Romeinse goden zij de Thila zelf onderworpen aan sterfelijke deugden en ondeugden. In de maatschappij is er vaak in een dorp een waarzegger, een thildar, die fungeert als een dorpspriester in de interpretatie van de regels van de geesten. Een bijzondere intuïtieve en ontvankelijke thildar kan interpreteren met wel 50 geesten op een moment.
De dorpen hebben meestal meerdere priesters, vaak personen die gespecialiseerd zijn in de interpretatie van singuliere geesten in plaats van meerdere, zoals een chief thildar kan.

## Architectuur
Lobi woningen worden gekenmerkt als grote rechthoekige of veelhoekige verbindingen en zijn bekend als Maison soukala. Ze liggen goed op afstand van elkaar en zijn samengesteld uit een enkele grote modder Banco muur en een kleine ingang. Een ingang van een Lobi huis is een relatief recente ontwikkeling. Van oudsher waren er ladders vervaardigd uit gekerfd takken in de aanloop naar het dak. Daar zat een gat dat diende voor toegang aan de top. Alleen het hoofd van het huishouden kan toestemming geven om te gaan. Het dak is breed en plat en vormt een terras dat vaak werd gebruikt als een uitkijkpunt, maar kan ook gebruikt kan worden als een slaapzaal. Traditioneel zou er een put aanwezig zijn voor water en ruimte voor huisdieren. De kamers in een Lobihuis zijn erg donker en zijn vaak groot genoeg voor ongeveer 15 personen. Elke vrouw heeft een kamer voor zichzelf en haar kinderen, waar maaltijden worden bereid. Canaris zijn grote kruiken van aardewerk en worden gevuld met water of dolo. De kruiken zijn vaak opgestapeld tegen de muren van de keuken.